# Sven Sindt
Sven Sindt (* 1976 in Colchester, England) ist ein deutscher Fotograf und Musikvideoregisseur, der vor allem für seine Arbeiten mit internationalen Musikern und Bands sowie seine dokumentarischen Fotoprojekte bekannt ist.

## Biografie
Sven Sindt wurde in Colchester, England geboren und wuchs in Kiel, Schleswig-Holstein, auf. Bereits im Alter von 14 Jahren entwickelte er eine Leidenschaft für die Fotografie, als er auf einem Konzert von Depeche Mode einen Bildband entdeckte, der ihn dazu inspirierte, selbst Fotograf zu werden. Nach der Schule entschloss er sich 1997, Kommunikationsdesign mit dem Schwerpunkt Fotografie bei Dirk Reinartz an der Muthesius Kunsthochschule in Kiel zu studieren. Während seines Studiums sammelte Sindt praktische Erfahrungen in Fotostudios und arbeitete als Assistent diverser Fotografen. Seit 2003 arbeitet er als freiberuflicher Fotograf.
Im Laufe seiner Karriere hat Sindt mit einer Vielzahl von internationalen Künstlern zusammengearbeitet. Zu den prominenten Musikern und Bands, die er porträtiert hat, gehören unter anderem Dave Gahan von Depeche Mode, Red Hot Chili Peppers, Scooter, Faithless, Franz Ferdinand, Editors, Billy Talent, Wolfmother, Udo Lindenberg, Apoptygma Berzerk, KRS-One, Sasha, Dendemann, Ville Valo von HIM, Wir sind Helden, Juli, Madsen, Sportfreunde Stiller, Roger Cicero, Jan Delay, Mark Forster, Selig, Beatsteaks, Turbostaat, Ferris MC, Rea Garvey und Die Prinzen. Besonders prägend war für ihn die Arbeit mit Dave Gahan von Depeche Mode, dessen Musik ihn ursprünglich zur Fotografie inspiriert hatte. Neben der Porträtfotografie führte Sindt auch Regie bei Musikvideos, darunter „Meine Soldaten“ von Maxim, „Stumpf ist Trumpf 3.0“ von Dendemann sowie mehrere Musikvideos für Jochen Distelmeyer, dem ehemaligen Sänger von Blumfeld. Seine Arbeiten wurden mehrfach für den Musikpreis Echo nominiert.
Ein herausragendes Projekt in Sindts Karriere ist der Bildband All You Can Eat, eine dokumentarische Arbeit über die Kieler Kultkneipe „Palenke“. Der Band, der über 100 analoge Fotografien enthält, entstand über einen Zeitraum von anderthalb Jahren und zeigt das Leben in der Kneipe sowie deren Gäste und das skurrile Interieur. Die Bilder, die Momente des Alltags und die Atmosphäre der Kneipe einfangen, gelten als besonders authentisch und persönlich. Sindt selbst bezeichnet das Projekt als das „Ehrlichste“, das er je fotografiert hat, und hebt hervor, dass es ihm darum ging, die Realität ohne Verzerrung darzustellen.
Sindt beschreibt seinen fotografischen Stil als eine Mischung aus persönlichen Emotionen und der Stimmung des Moments. Er legt großen Wert auf Spontaneität und vermeidet übermäßige Nachbearbeitung. Diese Herangehensweise spiegelt sich auch in seiner Arbeit als Musikvideoregisseur wider, bei der er häufig auf eine natürliche Darstellung der jeweiligen Atmosphäre setzt. In seinen Musikvideos, wie zum Beispiel dem 2022 erschienenen Clip zu „Ich sing für dich“ von Jochen Distelmeyer, setzt er oft vertraute Orte aus seiner Heimatstadt Kiel in Szene, was den Arbeiten eine besondere Authentizität verleiht.
Neben All You Can Eat arbeitet Sindt an weiteren Bildbandprojekten. Seine Werke wurden in verschiedenen Ausstellungen gezeigt, unter anderem in der Kunsthalle Kiel.
Sven Sindt lebt mit seiner Frau und seinen zwei Kindern in Kiel.

## Werke

### Covergestaltungen (Auswahl)
- 4Lyn: Compadres (2005); Quasar (2012)
- Alexa Feser: Zwischen den Sekunden (2017)
- Andreas Liebert: Mondlandung (2024)
- Apoptygma Berzerk: Sonic Diary (2006); Rocket Science (2009)
- Catrin Finch: Goldberg Variations (2009)
- Dave Gahan: iTunes Live (2007)
- Dendemann: Vom Vintage Verweht (2010)
- Diane Weigmann: Im Zweifelsfall noch immer (2007)
- Die Prinzen: Krone der Schöpfung (2021)
- Dick Brave & The Backbeats: Rock’n’Roll Therapy (2011)
- Dive: True Lies (1999); Two Faced Man (1999); Lies In Your Eyes (2002)
- Ferris MC: Glück ohne Scherben (2015)
- Jan Plewka & die Schwarz-Rote Heilsarmee: Wann wenn nicht jetzt (2021)
- Jan Sievers: Neue Heimat (2016)
- Jochen Distelmeyer: Songs From The Bottom Vol. 1 (2016)
- Juli: Dieses Leben (2006); Wir beide (2006); In Love (2010); Insel (2014)
- Jupiter Jones: Das Gegenteil von Allem (2013)
- Lina Maly: Nur zu Besuch (2016)
- Madsen: Labyrinth (2010)
- Mark Forster: Karton (2012)
- Maybebop: Ziellos (2019)
- Michael Schulte: Wide Awake (2012); The Arising (2013)
- Okta Logue: Runway Markings (2019)
- Pascal Finkenauer: Pascal Finkenauer (2013)
- Pe Werner: Im Mondrausch (2009)
- Philipp Dittberner: 2:33 (2015)
- Pohlmann: Nix Ohne Grund (2013)
- Prince Kay One: Rich Kids (2012)
- Rea Garvey: Prisma (2015); Neon (2018)
- Roger Cicero: Artgerecht (2009)
- Royal Republic: Save The Nation (2012)
- Sasha: Greatest Hits (2006); Lucky Day (2007); Good News on a Bad Day (2009)
- Selig: Die Besten (2014)
- Scooter: Jumping all over the World (2007); Under the Radar Over the Top (2009)
- TempEau: Kein Weg zurück (2006)
- Udo Lindenberg: Stark wie zwei (2008)
- Ville Valo & Natalia Avelon: Summerwine (2007)

### Musikvideos (Auswahl)
- 2007 „Summer Wine“, Ville Valo und Natalia Avelon
- 2007 „Ein neuer Tag“, Juli
- 2007 „Juli - Ein neuer Tag – live“, Juli-DVD
- 2008 „Mittendrin“, Pascal Finkenauer
- 2008 „Zu Glatt“, Pascal Finkenauer
- 2008 „Ich blicke an dir vorbei“, Pascal Finkenauer
- 2008 „If I Had A Heart“, Slut
- 2008 „Marie“, Max Mutzke
- 2009 „Wide Awake“, Sasha feat. Maria Mena
- 2009 „St. Petersburg“, Max Mutzke
- 2009 „MySpace Secret Show“, Billy Talent
- 2009 „MySpace Secret Show“, Paramore
- 2010 „Stumpf ist Trumpf 3.0“, Dendemann
- 2010 „Die Suche“, Jan Sievers
- 2010 „Eisenherz“, Juli
- 2010 „Jessica“, Juli
- 2010 „Let It Happen“, Max Mutzke
- 2011 „Cello“, Udo Lindenberg feat. Clueso
- 2012 „Let It Snow“, The Baseballs
- 2012 „Nordpol / Südpol“, Jupiter Jones feat. Jennifer Weist und Ferris MC
- 2013 „Denn sie wissen, was sie tun“, Jupiter Jones
- 2013 „Meine Soldaten“, Maxim
- 2013 „Lautes Lache“, Pascal Finkenauer
- 2014 „Ohne Dich 2014“, Selig
- 2014 „Glory.Glory.Hallelujah.“, Jupiter Jones
- 2014 „Mama halblang“, MC Fitti
- 2014 „Choose Our Own Adventure“, Debbie Clarke
- 2014 „The Maze“, Michael Schulte
- 2017 „Einen im Tee“, Max Richard Leßmann
- 2018 „Platzhalter“, Lügenfresse feat. Tonvata Jahn
- 2019 „River Street“, Okta Logue
- 2020 „Algorythmus“, Maybebop
- 2021 „Wann Wenn Nicht Jetzt“, Jan Plewka und die Schwarz-Rote Heilsarmee
- 2021 „Spacetaxi“, Selig
- 2021 „Süßer Vogel“, Selig
- 2022 „Ich sing für Dich“, Jochen Distelmeyer
- 2022 „Zurück zu mir“, Jochen Distelmeyer
- 2022 „Im Fieber“, Jochen Distelmeyer
- 2022 „Neonlichter“, Kapelle Rausch
- 2024 „KNG of LightZ“, Maybebop